# Šarlota Amélie z Kunovic
Šarlota Amélie z Kunovic (německy Charlotte-Amélie von Kunowitz, 7. dubna 1677 Kassel, Hesensko-Kaselsko - 8. dubna 1722, Fürstenau) byla německá šlechtična, vévodkyně.

## Manželství a syn

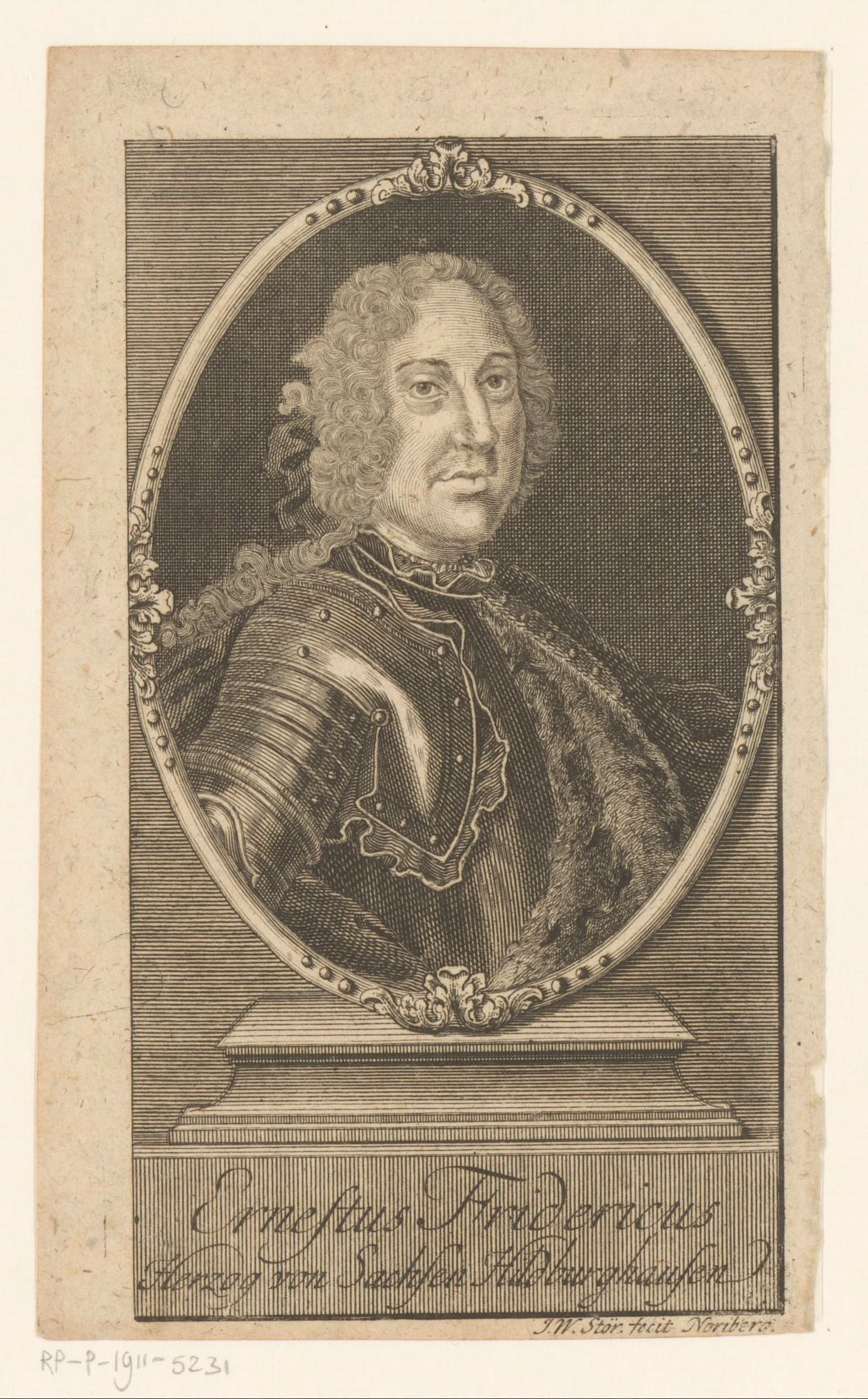
Šarlotin manžel Arnošt Bedřich II. Sasko-Hildburghausenský

Narodila se 7. dubna 1677 v Kasselu jako dcera Jana Bedřicha z Kunovic (1624–1700) a Dorotey z Lippe-Brake (1633–1706).
Dne 4. prosince 1689 se v Kleinheubachu provdala za Filipa Karla Erbašsko-Fürstenauského (1677–1736), synem hraběte Jiřího Albrechta II. Erbašsko-Fürstenauského (1648–1717) a jeho manželky Anny Dorotey z Hohenlohe-Waldenburgu (1656–1724). Z manželství se narodily čtyři děti:
- Karolína Erbašsko-Fürstenauská (1700–1758), provdaná za vévodu Arnošta Bedřicha II. Sasko-Hildburghausenského (1707–1745).
- Henrieta (1703–1704)
- Luisa Eleonora (1705–1707)
- Jan Vilém (1707–1742)

Šarlota Amélie z Kunovic zemřela 8. dubna roku 1722 ve Fürstenau (dnes Michelstadt).